# Jacques Barbaut
Jacques Barbaut est un écrivain et poète français, né le 18 janvier 1960 à Auchel, dans le Pas-de-Calais.

## Biographie
Jacques Barbaut est titulaire d'une maîtrise de lettres modernes et d'un diplôme d'études approfondies (DEA) de littérature française et comparée, de l'université Lille III en 1983 (mémoires sur les œuvres de Robert Pinget et de Claude Simon effectués sous la direction de Philippe Bonnefis).
De 1985 à 1989, il travaille comme metteur à part à la librairie La Hune, boulevard Saint-Germain, à Paris.
Il enseigne l'orthotypographie, le secrétariat de rédaction, la réécriture ; il est aussi lecteur-correcteur indépendant pour la presse et l’édition.
Jacques Barbaut a publié notamment dans les revues littéraires Tartalacrème, Le Moule à gaufres, Perpendiculaire, Java, Les Épisodes, Rue Saint Ambroise, Le Corps du texte, Hapax, Action poétique, TXT, 591...
Il contribue régulièrement à la rubrique « Parutions » pour la revue Sitaudis.
L'œuvre de Jacques Barbaut accueille citations, collages, fragments, extraits de publications de toute nature (littérature, BD, encyclopédies, presse, comptines…), dans une mise en pages spécifique où les figures de style (typoésie, contraintes et procédés…) forment un réseau complexe de jeux de mots, de nombres, d’images, dans un ordre furieusement prémédité. Sa poésie, visuelle et sonore, malicieuse et savante, alterne entre absurde et extrême minutie, engendrant un autotélisme souvent considéré comme inclassable et singulier.
Jacques Barbaut est l'un des rares auteurs français à s'être essayé « avec panache » au limerick, « ce genre réputé intraduisible et intranscriptible en des quintils français. »

### Citation
Dans L’Ouverture de la pêche, l'auteur se définit lui-même : 

« Jacques Barbaut n'est ni roussellien, ni duchampien, ni quenaldien, ni oulipien, ni perecquien — ni rien de rien en -ien. »

## Publications

### Livres
- Sans titre, roman, éd. Sillages/Noël Blandin, 1987
- Entrez chez les fictifs, récit, éd. Plume, 1991
- Le Cahier-Décharge, éd. Voix/Richard Meier, 2002[10]
- L'Ouverture de la pêche, éd. Les Petits Matins, coll. « Les grands soirs », postface d'Alain Frontier, 2006
- A As Anything. Anthologie de la lettre A, éd. Nous, coll. « Disparate », 2010
- 1960. Chronique d'une année exemplaire, éd. Nous, coll. « Disparate », 2013
- H ! Hache ! Hasch ! Hallucinations de la lettre H, éd. Nous, coll. « Disparate », 2016[11]
- Alice à Zanzibar, 238 limericks, suivis de leurs règles, d'une postface et d'un index, éd. Æthalides, coll. « Freaks », 2017[12]
- C’est du propre. Traité d’onomastique amusante, éd. Nous, coll. « Disparate », 2020

### Tirages limités
- Yvan, yogi, tautogrammes, Ficelle, no 44, 2001
- [alabarbote], homophonies, Les Petits Classiques du Grand Pirate, 2005[13]
- WARNING — en feux, clignotant, Hapax, 2010[14]
- Carnet de santé, … [points de suspension], no 2, 2013

### Autres publications
- Histoires de la naissance à travers le monde, beau livre, éd. Plume, 1990 (traduit en portugais sous le titre O nascimento através dos tempos e dos povos, éd. Terramar, 1991)
- Des ch 1 ffres & des 1 ettres d’A. J. (1907-2007), in Omajajari, collectif de seize auteurs, Cynthia 3000, 2007[15]
- Opération Lucot, entretien avec Hubert Lucot, sous la direction de Jean-Charles Massera, avec Jacques-François Marchandise et Jean Perrier, éd. e®e, 2010

## Pour approfondir